# Lịch sử quân sự của Việt Nam Cộng hòa
Lịch sử quân sự của Việt Nam Cộng hòa là lịch sử của các lực lượng vũ trang Việt Nam Cộng hòa, bắt đầu từ khi chế độ chính trị này thành lập vào năm 1955. Trải qua hai thời kỳ, thời kỳ đầu là Quân đội Việt Nam Cộng hòa cùng các lực lượng vũ trang khác, thời kỳ sau là Quân lực Việt Nam Cộng hòa. Các đạo quân này đã trải qua 20 năm lịch sử tồn tại và giải thể khi chính thể Việt Nam Cộng hòa sụp đổ.

## Xây dựng

### Nền tảng
Nguồn gốc ban đầu của quân đội này là từ Quân đội Quốc gia Việt Nam do Pháp thành lập vào tháng 7 năm 1949.
Năm 1955, Quốc trưởng Bảo Đại bị truất phế, Thủ tướng Ngô Đình Diệm đã đổi tên Quốc gia Việt Nam thành Việt Nam Cộng hòa ở miền Nam Việt Nam, và Quân đội Quốc gia Việt Nam được đổi tên thành Quân đội Việt Nam Cộng hòa vào ngày 26 tháng 10. Cùng năm, quân đội này không còn phụ thuộc hệ thống chỉ huy của Pháp. Như thế, Quân đội Việt Nam Cộng hòa, quân chính quy của Việt Nam Cộng hòa là đạo quân đổi tên từ một đạo quân đã có lịch sử từ trước đó.

### Thời kỳ 1955–1963: Quân đội Việt Nam Cộng hòa

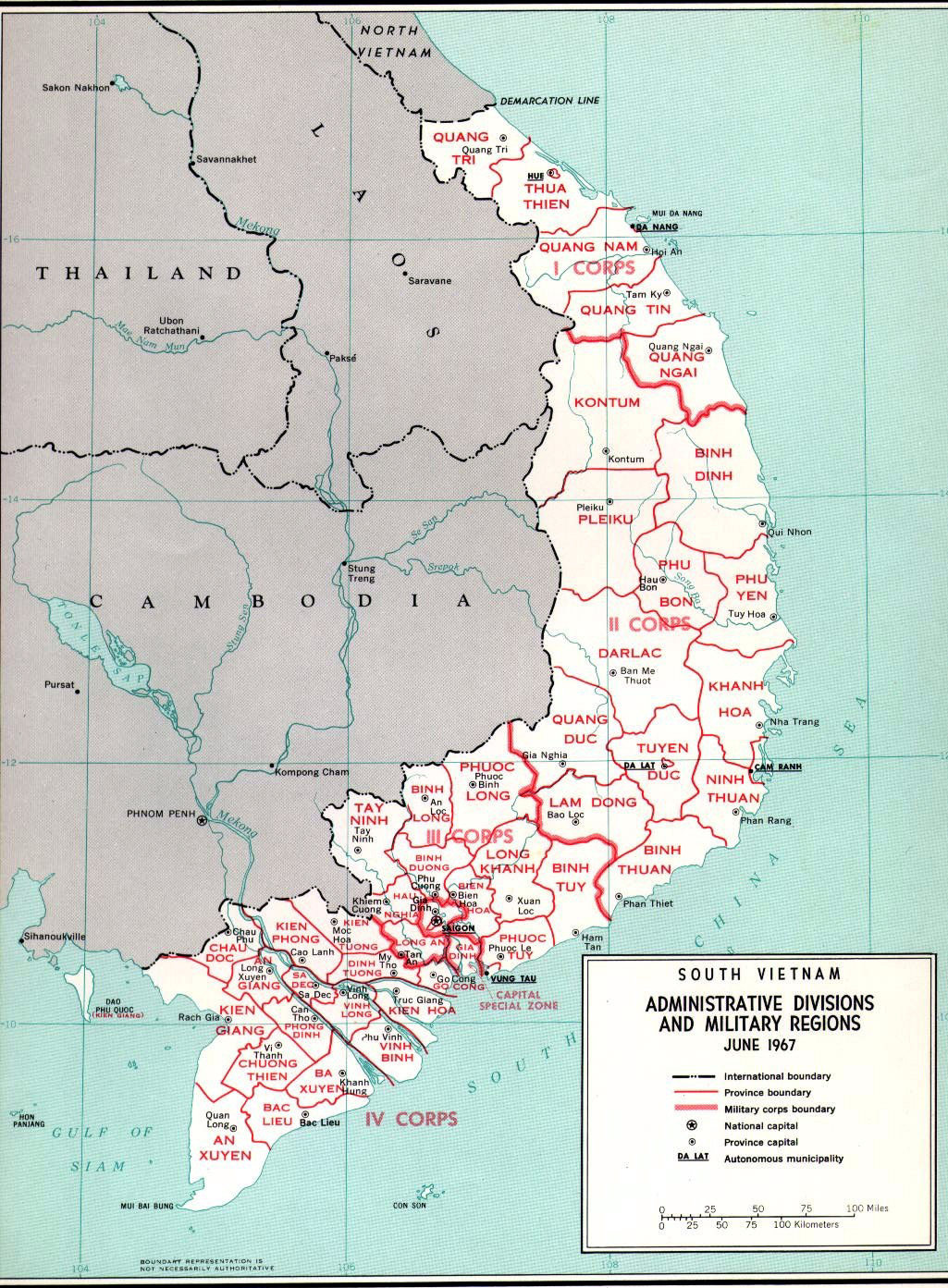
Bản đồ VNCH và 4 vùng chiến thuật

Quân đoàn I thành lập ngày 1 tháng 6 năm 1957, với các đơn vị trực thuộc là hai Sư đoàn 1 và 2 dã chiến. Quân đoàn II thành lập ngày 1 tháng 10 năm 1957, với các đơn vị trực thuộc là hai Sư đoàn 3 và 4 dã chiến. Cùng năm, thành lập Binh chủng Lực lượng đặc biệt, huấn luyện sĩ quan và hạ sĩ quan tại trường Biệt động đội ở Đồng Đế, và đơn vị đầu tiên mang tên Liên đội Quan sát Số 1.
Đầu năm 1959, những sư đoàn khinh chiến và dã chiến được tổ chức lại thành các sư đoàn bộ binh. Giải thể ba sư đoàn 12, 13 và 16 khinh chiến và tái phối trí về các sư đoàn còn lại để thành lập 7 đơn vị bộ binh với quân số hơn 10.500 người mỗi sư đoàn, là các sư đoàn: 1, 2, 5, 7, 21, 22, 23. Ngày 1 tháng 3 năm 1959, Quân đoàn III được thành lập. Cùng năm, Lữ đoàn Thủy quân Lục chiến tách ra khỏi Hải quân và trở thành một phần Lực lượng Tổng trừ bị. Liên đoàn Nhảy dù có tiền thân là các Tiểu đoàn nhảy dù thuộc địa của Pháp, được phát triển thành Lữ đoàn Nhảy dù.
Ngày 11 tháng 11 năm 1960, Đại tá Nguyễn Chánh Thi đã chỉ huy một số đơn vị thuộc Lữ đoàn Nhảy dù, Biệt động quân, Thiết giáp... làm đảo chính quân sự. Tuy nhiên, cuộc đảo chính bị dập tắt nhanh chóng.
Ngày 13 tháng 4 năm 1961, Tổng thống Ngô Đình Diệm ra sắc lệnh số SL.98/QP chia lại lãnh thổ thành ba vùng chiến thuật và Biệt khu Thủ đô. Vùng 1 chiến thuật gồm các tỉnh từ Quảng Trị đến Quảng Ngãi, do Quân đoàn I trấn đóng. Vùng 2 chiến thuật gồm Cao nguyên Trung phần và các tỉnh duyên hải nam Trung phần từ Bình Định vào tới Bình Thuận, do Quân đoàn II trấn đóng. Vùng 3 chiến thuật gồm các tỉnh từ Bình Tuy vào đến Cà Mau do Quân đoàn III trấn đóng. Biệt khu Thủ đô gồm Đô thành Sài Gòn và tỉnh Gia Định.
Năm 1962, Liên đoàn 31 Lực lượng Đặc biệt cũng được thành lập. Các đơn vị không quân tác chiến và yểm trợ tác chiến được tăng lên cấp Không đoàn tại mỗi Quân đoàn, gồm các Không đoàn 41 (Đà Nẵng), 62 (Pleiku), 23 (Biên Hòa), 33 (Tân Sơn Nhất), 74 (Cần Thơ). Ngày 1 tháng 1 năm 1962, Sư đoàn 9 bộ binh thành lập. Ngày 1 tháng 7 năm 1962, Sư đoàn 25 bộ binh thành lập, nâng số đơn vị bộ binh lên thành 9 sư đoàn.
Sau cuộc đảo chính với sự giúp đỡ của Chính phủ Mỹ ngày 1 tháng 11 năm 1963 lật đổ chính tổng thống Ngô Đình Diệm, các tướng lĩnh Quân đội Việt Nam Cộng hòa nắm quyền chính trị.

### Thời kỳ 1964-1975: Quân lực Việt Nam Cộng hòa
Theo Sắc lệnh 161-SL/CT vào ngày 22 tháng 5 năm 1964, tất cả lực lượng vũ trang của Việt Nam Cộng hòa thống nhất với nhau để tạo thành Quân lực Việt Nam Cộng hòa. Bao gồm Chủ lực quân, Địa phương quân, và Nghĩa quân. Trong đó, Chủ lực quân chính là Quân đội Việt Nam Cộng hòa.
Ngày 27 tháng 11 năm 1964, Hội đồng Quân lực phân định lại các Vùng chiến thuật, tách Biệt khu Thủ đô và Đặc khu Rừng Sác thành khu chiến thuật độc lập khỏi Vùng 3 chiến thuật.
Trong năm 1964, thành lập thêm Sư đoàn 10 bộ binh, đặt trực thuộc Quân đoàn III, năm 1967 đổi tên thành Sư đoàn 18 bộ binh. Nâng tổng số đơn vị đoàn bộ binh lên thành 10 sư đoàn. Tháng 12 cùng năm, Lữ đoàn Nhảy dù phát triển thành Sư đoàn Nhảy dù.
Tháng 7 năm 1970, các Vùng chiến thuật được đổi tên trở lại thành các Quân khu. Tính đến thời điểm này, Quân lực Việt Nam Cộng hòa có quân số lên đến 1 triệu quân, được trang bị 1 triệu súng M-16, 12.000 súng máy M-60, 40.000 súng phóng lựu (grenade launcher) M-79, và 2.000 lựu pháo (howitzer) và súng cối hạng nặng (heavy mortar). Đồng thời phát triển lực lượng Không quân. Cùng năm, giải tán Lực lượng đặc biệt để sáp nhập một số qua Biệt động quân, số còn lại trở thành Liên đoàn 81 Biệt cách dù.
Năm 1971, thành lập Sư đoàn 5 Không quân làm đơn vị Tổng trừ bị cho Bộ Tổng tham mưu. Ngày 1 tháng 10 cùng năm Sư đoàn 3 bộ binh được thành lập, trở thành Sư đoàn bộ binh thứ 11. Cuối năm, cải tổ lại Lực lượng Biệt động quân thành các Tiểu đoàn Biệt động quân Biên phòng và thành lập tại mỗi Quân khu một Bộ chỉ huy Biệt động quân.
Năm 1972, thành lập thêm Sư đoàn 6 Không quân tại Pleiku, hoạt động trên vùng trời và trách nhiệm với chiến trường Cao nguyên Trung phần.
Năm 1973, một lần nữa Biệt động quân lại được cải tổ. Nâng tổng số Lực lượng này thành 15 Liên đoàn, một số là đơn vị Tổng trừ bị cho Bộ Tổng tham mưu, số còn lại Tổng trừ bị cho các Quân khu. Cuối năm 1974 và đầu năm 1975, thành lập thêm 2 đơn vị nữa là Liên đoàn 8 và 9, nâng tổng số Binh chủng Biệt động quân lên thành 17 Liên đoàn.

### Sau 1975: Giam giữ và cải tạo
Sau năm 1975, viên chức và sĩ quan, binh lính Việt Nam Cộng hòa được tổ chức học tập cải tạo chính trị. Một số bị giam giữ với thời hạn dài.

## Chiến đấu
Từ tháng 6 năm 1965 đến tháng 6 năm 1966, Quân lực Việt Nam Cộng hòa tự tuyên bố đã làm tổn thất 53.928 quân Giải phóng, trong đó bắt 6.640 lính. Phá vỡ 5.138 cơ sở của quân Giải phóng. Chiêu hồi 17.931 binh lính của quân Giải phóng. Thời gian này đã tiến hành 5.496 cuộc hành quân cấp tiểu đoàn trở lên. Tháng 7 đến tháng 9 năm 1966, Quân lực Việt Nam Cộng hòa tự tuyên bố tổn thất họ gây ra cho quân Giải phóng là 8.967 lính, bắt 584 tù binh.
Theo Quân lực Việt Nam Cộng hòa tự tuyên bố, tổn thất cho quân Giải phóng gây ra bởi tất cả lực lượng Quân lực Việt Nam Cộng hòa, Mỹ và đồng minh trong năm 1965 là 36.784 lính thiệt mạng, trong khi họ có 12.734 lính tử trận. Trong đó, Quân lực Việt Nam Cộng hòa có 11.100 quân chết, số bị thương hoặc mất tích khoảng 30.000. Cũng theo Quân lực Việt Nam Cộng hòa tuyên bố, tổn thất của quân Giải phóng gây ra bởi tất cả lực lượng Quân lực Việt Nam Cộng hòa, Mỹ và đồng minh trong năm 1966 là 55.871 lính thiệt mạng, trong khi họ có 14.778 lính tử trận. Năm 1967, thiệt mạng binh sĩ là 85.124 và 20.611 tương ứng.
Trong năm 1968, Quân lực Việt Nam Cộng hòa tự tuyên bố quân Giải phóng (gồm cả bộ đội miền Nam và bộ đội miền Bắc) thiệt hại 230.034 quân. Bao gồm 191.387 thiệt mạng trong chiến đấu, 21.050 bị bắt, 17.597 được chiêu hồi. Tuy vậy, cho đến tháng 12 năm 1968, họ xác định có hơn 300.000 quân Giải phóng vẫn còn đang hiện diện khắp miền Nam. Về phía Quân lực Việt Nam Cộng hòa, họ tuyên bố tổn thất là 17.486 thiệt mạng, 57.718 bị thương, 2.269 mất tích (chưa tính quân Mỹ và đồng minh); chưa tính thiệt hại nhân mạng dân thường. Quân lực Việt Nam Cộng hòa tuyên bố tỷ lệ tổn thất của họ, Mỹ và đồng minh so với quân Giải phóng là 1:5,9.

## Các trận chiến quan trọng
- Trận Ấp Bắc (1963)
- Đảo chính lật đổ Ngô Đình Diệm (1963)
- Trận Bình Giã (1964-1965)
- Trận Ba Gia (1965)
- Trận Đồng Xoài (1965)
- Trận Pleime (1965)
- Tết Mậu Thân (1968)
- Chiến dịch Campuchia (1970)
- Chiến dịch Lam Sơn 719 (1971)
- Trận Quảng Trị (1972)
- Trận An Lộc (1972)
- Trận Tống Lê Chân (1973)
- Trận hải chiến Hoàng Sa (1974)
- Trận Thượng Đức (1974)
- Trận Phước Long (1974)
- Trận Xuân Lộc (1975)
- Trận Sài Gòn (1975)

## Tranh chấp lãnh thổ với các nước
Việt Nam Cộng hòa cũng từng tham gia tranh chấp một số hòn đảo với Vương quốc Campuchia, Philippines, Đài Loan và Trung Quốc. Trong các tranh chấp này, Quân lực Việt Nam Cộng hòa đã để mất quần đảo Hoàng Sa, một số đảo thuộc quần đảo Trường Sa và một số đảo nhỏ gần đảo Phú Quốc.
- Năm 1956, Đài Loan điều tàu đến đảo Ba Bình (là đảo lớn nhất thuộc quần đảo Trường Sa) khi đó thuộc quyền quản lý của Việt Nam Cộng hòa. Nhân dịp lễ Song Thập 10/10 của Trung Hoa Dân Quốc (tức Đài Loan), Tổng thống Ngô Đình Diệm đã ra lệnh cho quân rút khỏi đảo Ba Bình, Đài Loan giành quyền kiểm soát đảo mà không cần phải nổ súng.[39][40]
- Những năm 1956–1966, Quân lực Việt Nam Cộng hòa đã để mất 6 hòn đảo nằm giữa đảo Phú Quốc và đất liền Campuchia vào tay quân đội Vương quốc Campuchia.[c]
- Năm 1970, Philippines đã tổ chức chiếm giữ đảo Song Tử Đông, đảo Thị Tứ, đảo Loại Ta và 4 đảo khác từ tay Việt Nam Cộng hòa.[d]
- Năm 1974, trong Hải chiến Hoàng Sa, Quân lực Việt Nam Cộng hòa thất bại và mất toàn bộ Quần đảo Hoàng Sa vào tay Cộng hòa Nhân dân Trung Hoa. Sau đó, Chính phủ Việt Nam Cộng hòa quyết định tăng cường trấn thủ Trường Sa và thực hiện lấy lại một số đảo.[42]

## Tan rã

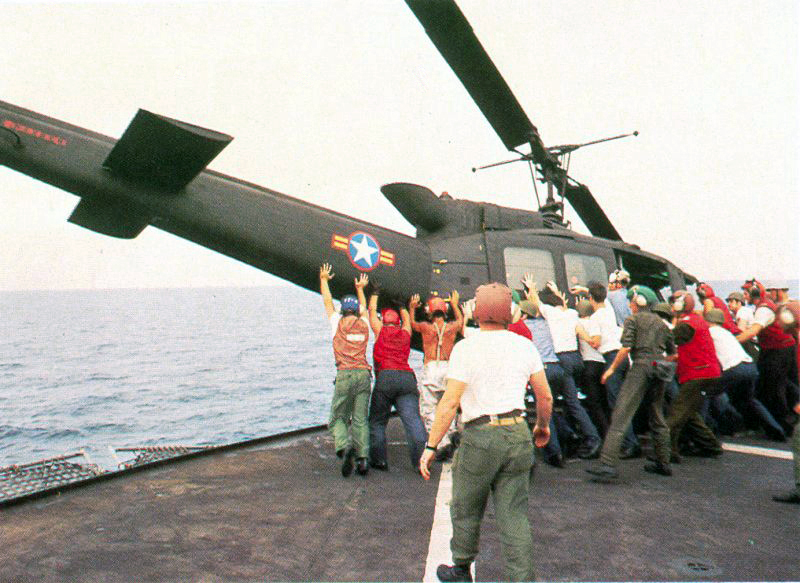
Trực thăng UH-1 của Việt Nam Cộng hòa bị ném xuống biển sau khi di tản ra tàu sân bay Mỹ

- Tháng 3 năm 1975, sau khi Phước Long và Buôn Ma Thuột thất thủ, Tổng thống Nguyễn Văn Thiệu ra lệnh tái bố trí, rút bỏ Quân khu 1 và 2, dồn toàn quân về Quân khu 3 và 4 chống giữ. Cuộc rút quân tái phối trí hoàn toàn thất bại. Hạ tuần tháng 4, ông Thiệu từ chức, các tướng tá tháo chạy, và trong vòng 55 ngày, toàn bộ Quân lực Việt Nam Cộng hòa tan rã, chủ yếu vì suy sụp tinh thần và thiếu lãnh đạo.
- Trận giao tranh cuối cùng của Quân lực Việt Nam Cộng hòa ngoài vòng đai Sài Gòn xảy ra tại Xuân Lộc, do Sư đoàn 18 bộ binh, dưới sự chỉ huy của tướng Lê Minh Đảo, và Lữ đoàn 1 Nhảy dù, dưới sự chỉ huy của Trung tá Nguyễn Văn Đỉnh.
- Trận giao tranh cuối cùng của Quân lực Việt Nam Cộng hòa trong Đô thành Sài Gòn xảy ra tại bản doanh Bộ Tổng tham mưu Quân lực Việt Nam Cộng hòa, do Liên đoàn 81 Biệt kích dù, dưới sự chỉ huy của chỉ huy trưởng Biệt đội 3 Chiến thuật, Thiếu tá Phạm Châu Tài.
- Lực lượng quân đội tan rã và đầu hàng sau cùng của Việt Nam Cộng hòa là Liên đoàn 81 Biệt cách Dù, dưới sự chỉ huy của chỉ huy trưởng Liên đoàn 81 Biệt cách Dù, Đại tá Phan Văn Huấn.

Sau sự kiện ngày 30 tháng 4 năm 1975, một số nhóm Quân lực Việt Nam Cộng hòa vẫn còn chiến đấu tại một vài nơi tại miền Tây Nam Bộ thêm 1-2 ngày, vì theo phương án Gavin của Mỹ, nếu Sài Gòn thất thủ thì khu vực cuối cùng phải án giữ là vùng Tây Nam Bộ, lấy Cần Thơ làm trung tâm. Binh lính Quân lực Việt Nam Cộng hòa đầu hàng tại tỉnh cuối cùng là Châu Đốc (nay là An Giang) vào ngày 2 tháng 5 năm 1975. Tuy nhiên một nhóm vẫn chưa đầu hàng hoàn toàn mà vẫn cố thủ tại chùa Tây An. Đến ngày 6 tháng 5 năm 1975, quân Giải phóng miền Nam điều lực lượng tiến vào chùa Tây An, những binh lính Quân lực Việt Nam Cộng hòa cuối cùng chính thức ra hàng ở đây.

### Sách tiếng Việt
- Ban tổng kết chiến tranh B2. Phòng tổng kết địch (1984). Quá trình cuộc chiến tranh xâm lược của đế quốc Mỹ và quy luật hoạt động của Mỹ - Ngụy trên chiến trường B2 (Dự thảo). Ban tổng kết chiến tranh B2. Phòng tổng kết địch.{{Chú thích sách}}:  Quản lý CS1: tên số: danh sách tác giả (liên kết)
- Bộ Quốc phòng (VNCH) (1969). Bộ Quân-luật và các văn-kiện thi-hành. Bộ Quốc phòng (VNCH). OCLC 1084211176.
- Đoàn Thêm (1986). Hai mươi năm qua: việc từng ngày (1945-1964). Nhà xuất bản Xuân Thu. OCLC 15797022.
- Đoàn Văn Thanh (2003). Lịch sử truyền thống đấu tranh cách mạng của Đảng bộ và nhân dân huyện Cần Giờ, 1930-1975. Nhà xuất bản Thành phố Hồ Chí Minh.
- Đỗ Đức Anh (2003). Hệ thống tổ chức quân sự của Mỹ và Việt Nam Cộng Hòa trong chiến tranh Việt Nam, 1965-1975: sách tham khảo. Nhà xuất bản Quân đội nhân dân. OCLC 61934655.
- Hồ Sơn Đài (1997). Hào khí Đồng Nai: Lịch Sử Chiến Khu Đ. Nhà xuất bản Đồng Nai. OCLC 42940324.
- Hội đồng quốc gia chỉ đạo biên soạn từ điển bách khoa Việt Nam (2002). Từ điển bách khoa Việt Nam: E-M. Nhà xuất bản Từ điển bách khoa. OCLC 951286520.
- Lê Huy Hòa (2003). Bách khoa tri thức quốc phòng toàn dân. Nhà xuất bản Chính trị quốc gia. OCLC 53063288.
- Nguyễn Phúc Luân (2005). Ngoại giao Việt Nam trong cuộc đụng đầu lịch sử. Nhà xuất bản Công an nhân dân. OCLC 61895217.
- Nguyễn Văn Bình, Lê Như Tiến, Lê Ngọc Tú (2005). Việt Nam từ cuộc chiến tranh giải phóng dân tộc tới đổi mới và phát triển: hồ sơ 60 năm, 1945-2005. Nhà xuất bản Lao động. OCLC 67615311.{{Chú thích sách}}:  Quản lý CS1: nhiều tên: danh sách tác giả (liên kết)
- Nguyễn Văn Hoa, Phạm Hồng Việt (1997). Hiểu thêm lịch sử qua các hồi kí, kí sự, tùy bút. Nhà xuất bản Giáo dục. OCLC 38085836.
- Phạm Văn Quyền (2006). 60 năm Công an nhân dân Việt Nam, 1945-2005. Nhà xuất bản Công an nhân dân. OCLC 213455275.
- Phạm Văn Sơn (1968). Quân lực Việt-Nam: Quân lực Việt Nam Cộng Hòa trong giai đoạn hình thành, 1946-1955. Trung-tâm Ấn-loát Ấn-phẩm Văn Sơn.
- Trần Hải Phụng, Lưu Phương Thanh (1994). Lịch sử Sài Gòn, Chợ Lớn, Gia Định kháng chiến, 1945-1975. Nhà xuất bản Thành phố Hồ Chí Minh.
- Trần Văn Trà (2005). Kết thúc cuộc chiến tranh 30 năm: tác phẩm chọn lọc. Nhà xuất bản Quân đội nhân dân. OCLC 64281256.
- Võ Trần Nhã (2003). Lịch sử Đồng Tháp Mười. Nhà xuất bản Thành phố Hồ Chí Minh. OCLC 64718267.
- Vũ Ngọc Bình (1996). Thuyền nhân Việt Nam, đi định cư hay hồi hương?. Nhà xuất bản Chính trị quốc gia. OCLC 38862438.

### Sách tiếng Anh
- Daniel J. Dzurek (1996). Maritime briefing: The Spratly Islands Dispute: Who's on First?. IBRU. ISBN 9781897643235.
- Harry G. Summers (1995). Historical Atlas of the Vietnam War. Houghton Mifflin Company. ISBN 9780395722237.
- Stanley I. Kutler (1996). Encyclopedia of the Vietnam War. Charles Scribner's Sons. ISBN 9780132769327.